# Baseball5
Il Baseball5 (B5 o BB5) è una variante semplificata del baseball e del softball, disciplinata a livello internazionale dalla World Baseball Softball Confederation (WBSC).
Il gioco ruota attorno a due squadre di cinque giocatori che si alternano in attacco e in difesa, con ciascun giocatore della squadra in attacco che a turno colpisce, a mani nude, una piccola palla di gomma verso il campo di gioco (un quadrato di 21 metri). Il battitore, correndo in senso antiorario attorno a quattro basi (poste a 13 metri di distanza) disposte agli angoli di un quadrato, deve completare l'intero giro per segnare un punto. La squadra in difesa cercherà di eliminare i giocatori offensivi prima che completino il loro giro intorno alle basi, impedendo ai corridori di segnare. Le eliminazioni si verificano quando una palla battuta viene presa da un difensore prima che tocchi terra oppure, in situazioni specifiche, quando un difensore con la palla tocca la base che un corridore è obbligato a raggiungere o, in possesso della palla, tocca lui stesso il corridore. Anche i giocatori offensivi possono essere eliminati infrangendo le regole mentre colpiscono la palla o corrono sulle basi.
Le squadre si scambiano i ruoli dopo tre eliminazioni e un inning si considera completato quando entrambe le squadre hanno giocato in attacco una volta. La partita si gioca su cinque inning; in caso di parità, se necessario, si giocano inning supplementari. In alcuni tornei viene disputata una serie al meglio delle tre partite per determinare il risultato di un incontro tra due squadre A differenza del baseball/softball, non c'è un lanciatore, con il battitore (giocatore offensivo che colpisce la palla) che inizia ogni gioco con la palla, unica attrezzatura utilizzata nel gioco.
La WBSC ha proposto il gioco nel 2017 con l'intenzione di far crescere il baseball/softball a livello globale, attraverso una disciplina più semplice ma inclusiva, accessibile e dinamica. La federazione internazionale organizza, ad anni alterni, la coppa del mondo di Baseball5 mista (categoria senior e giovanile), con squadre tenute a schierare in campo almeno due giocatori per genere. Il gioco sarà presente alle olimpiadi giovanili estive del 2026, e ha iniziato a trovare adozione nelle scuole, nei campionati nazionali e in altri eventi internazionali in tutto il mondo.

## Storia

### Ispirazione
Il B5 è ispirato a giochi simili disputati per le strade dell'America Latina e altrove per decenni, come il cuatro esquinas (quattro angoli) a Cuba. In alcuni casi, il B5 si discosta notevolmente dalle regole di questi giochi; ad esempio, non prevede un lanciatore contrariamente a quanto avviene in una variante di strada in Colombia e ai giocatori è consentito correre sulle basi, anziché solo camminar come previsto nel "cuatro esquinas"
Prima del B5, la WBSC aveva provato a promuovere diverse altre varianti del baseball a livello giovanile, come il tee-ball, senza ottenere un successo significativo. Il baseball5 è stato inventato in parte per aumentare le probabilità che uno sport simile al baseball e al softball venga praticato alle Olimpiadi. Il B5 è destinato a contribuire all'obiettivo finale di avere un miliardo di fan nella comunità del baseball e del softball entro il 2030. L'intenzione era anche creare un gioco che fosse più accessibile ed economico, visto che l'unica attrezzatura utilizzata nel B5 è la palla di gomma e il campo è molto più piccolo di quello da softball o da baseball, rendendolo praticabile anche al chiuso. A questo proposito, oltre al fatto che sono richiesti meno giocatori per giocare una partita, il B5 è pensato per imitare varianti più piccole e urbane di altri sport, come il basket 3x3, il futsal e il rugby a sette.
L'inclusività dovrebbe essere un altro obiettivo del B5, con il gioco che dovrebbe essere il primo sport di squadra in un evento olimpico a non avere una competizione separata per squadre composte solo da uomini o solo da donne ma svolto da formazioni miste . Inoltre, il gioco è pensato per essere più semplice da imparare, avere più appeal per i giovani ed essere più emozionante, con i giocatori che partecipano più frequentemente alle fasi di gioco attvo. L'introduzione contemporanea in tutto il mondo non dovrebbe permettere a nessuno stato di dominare. A ciò contribuisce anche la mancanza del ruolo del lanciatore, figura specializzata.

### Post-2017
La prima competizione internazionale di Baseball5 si è svolta al Foro Italico di Roma nel 2018. Sono state disputate dimostrazioni e incontri in vari luoghi del mondo: negli Stati Uniti durante la MLB All-Star Week, al Festival olimpico bulgaro del 2021, a margine delle Olimpiadi giovanili estive del 2018 in Argentina e delle Paralimpiadi estive del 2020 in Giappone. La WBSC ha cercato di promuovere il B5 anche per scopi socialmente utili, portandolo in luoghi, come il campo profughi di Azraq in Giordania. Viene implementato in molte scuole di alcuni stati come Australia e Francia ed è giocato in 83 paesi.
Prima della Coppa del Mondo di Baseball5 del 2022, è stato pubblicato un nuovo regolamento che ha reso più chiare alcune regole e ha modificato alcune dimensioni del campo. Ad esempio, le basi sono state aumentate di dimensione da 50 cm a 60 cm e sono state spostate dal bordo interno del campo interno al bordo esterno, aumentando la distanza tra loro di 0,5 m.

## Regole e svolgimento del gioco[2]

### Campo e attrezzatura

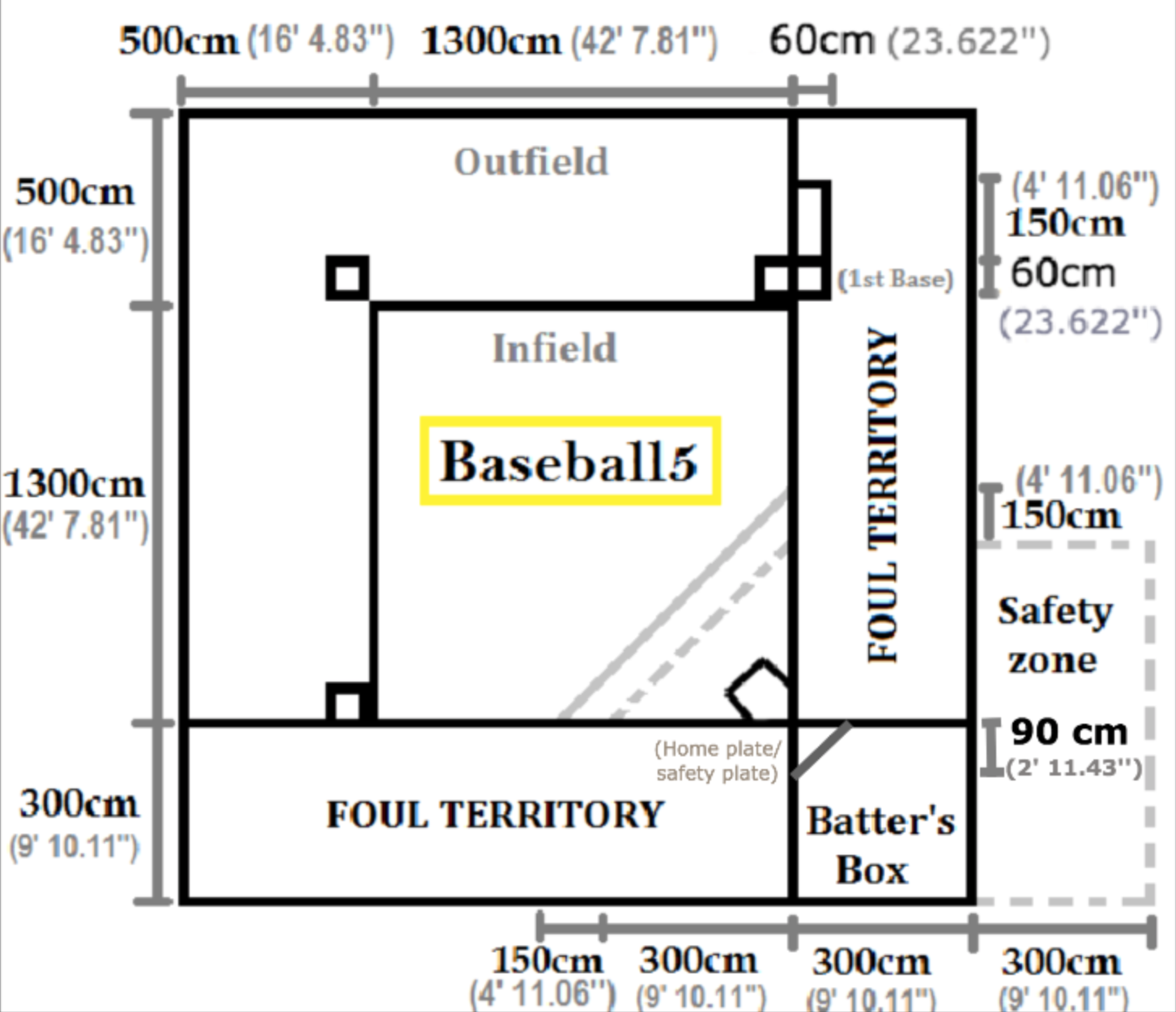
Le dimensioni del campo di B5, che è un quadrato di, comprendente territorio lecito e territorio illecito.

Il campo interno è un quadrato di 13 m (42,65 ft), con una base posta in ogni angolo. Il territorio buono è un quadrato di 18 m (59,06 ft), con uno degli angoli che coincide con casa base (la base finale). Il box del battitore è quadrato di 3 m (9,84 ft). È posizionato all'esterno del territorio buono ed è costruito sul prolungamento delle due linee foul (che dividono il territorio valido da quello non valido per il gioco) che si incrociano all'angolo del piatto di casa base; le linee sono incluse come parte dell'area del box del battitore. Esiste anche una "no-hit zone", che è l'area tra casa base e una linea tracciata tra due punti che sono posti ciascuno a 4,5 metri (14,76 piedi) (o 3 metri (9,84 piedi) per la categoria Under-15) dal piatto di casa base e lungo le due linee di foul; questa zona non fa parte del territorio buono, mentre la linea è inclusa.
Tutte le basi sono segnate sul terreno (non sono cioè cuscini fisici come nel baseball/softball). La forma e la dimensione ideale delle prime tre basi è un quadrato di 60 cm (23,62 in) e sono posizionate nel campo esterno (la parte di territorio valido al di fuori del campo interno). Per evitare collisioni, la prima base viene "sdoppiata" in territorio foul. Casa base si trova nella "no-hit zone" e ha la forma di un quadrato di 43,18 cm (17,00 in), con due angoli che vengono rimossi in modo che i bordi che toccano le linee di foul siano di 30,5 cm (12,0 in), i lati adiacenti sono 21,6 cm (8,5 in) e il lato rimanente (rivolto verso la seconda base) è di 43,18 cm (17,00 in).
L'altezza ideale delle recinzioni che delimitano il campo è di 1 metro. Tuttavia, ogni organizzazione può decidere altri modi per limitare il campo di gioco, come l'utilizzo di muri esistenti o la marcatura del terreno con linee. 
L'unica attrezzatura utilizzata è una palla di gomma cava con una circonferenza di 208,4 millimetri.

### Attacco

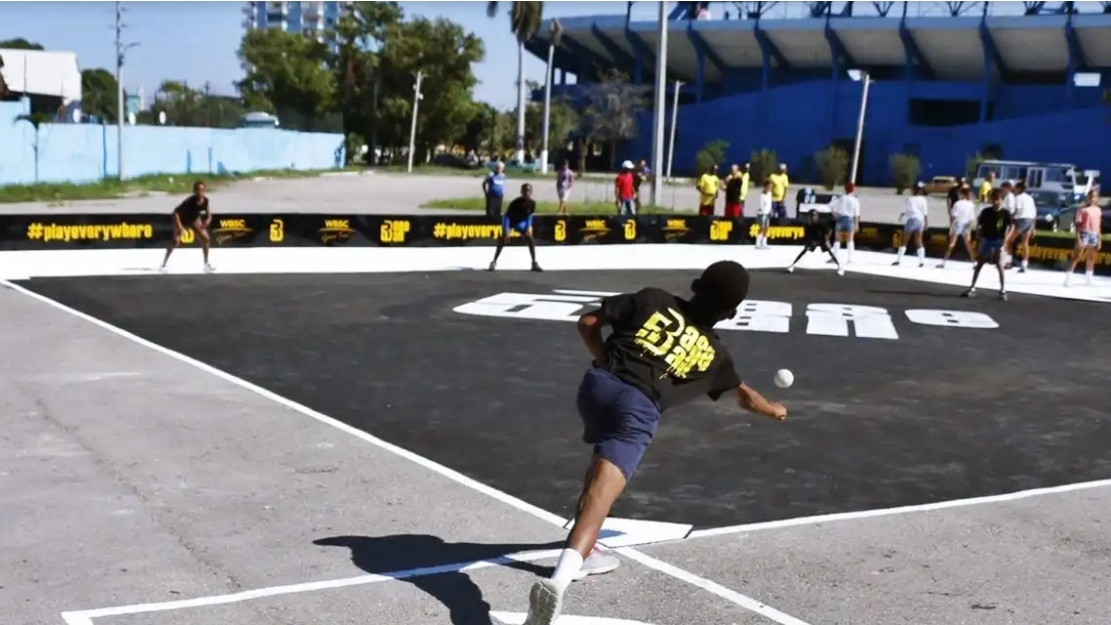
Fase di battuta

La squadra ospite inizia la partita in attacco, mentre la squadra di casa è in difesa. L'obiettivo della squadra in attacco è che ogni giocatore colpisca la palla e poi corra in senso antiorario attorno a tutte e quattro le basi senza essere eliminato dalla difesa, segnando così un punto per la propria squadra. L'atto del colpire avviene mentre il battitore si trova interamente nel box del battitore; non deve uscire dalle linee finché la palla battuta non raggiunge il territorio valido. La palla deve essere colpita con forza con il palmo della mano o con il pugno e il suo primo rimbalzo deve avvenire a una distanza minima di 4,5 metri da casa base (ovvero non nella "no-hit zone") e in territorio valido. Se questi requisiti non vengono soddisfatti o se la palla finisce in territorio foul senza rimbalzare in territorio valido, il battitore è eliminato.
Il battitore, dopo aver messo la palla in gioco, deve correre verso la prima base, toccando la parte in territorio foul ("base di sicurezza"). Per rimanere salvo, il battitore deve restare nell'area compresa tra la base di sicurezza e l'area circostante di 1,5 metri. Se avanza verso la seconda base, può tornare alla prima toccando l'area in territorio buono.

#### Punti segnati
Un corridore (giocatore offensivo) che tocca la prima base, la seconda base, la terza base e casa base in quest'ordine segna un punto per la propria squadra e poi abbandona il campo fino al suo turno successivo come battitore.
Non è possibile segnare un punto durante un'azione in cui il terzo out nell'inning viene effettuato da:
- il battitore-corridore prima che raggiunga la prima base;
- un corridore che è costretto a uscire (ad esempio il corridore avrebbe dovuto raggiungere la base successiva ma non ci è riuscito);
- un corridore precedente (più avanzato) viene dichiarato eliminato per non aver toccato una delle basi.

#### Eliminazioni
I giocatori offensivi possono essere eliminati in caso di comportamenti illegali. 
Il battitore viene eliminato se:
- esce dalle linee del box del battitore prima che la palla colpita entri in territorio valido (ad esempio, oltrepassa la "no-hit zone");
- batte la palla direttamente in territorio foul o nella "no-hit zone";
- manca completamente la palla nel tentativo di colpirla;
- finge intenzionalmente di colpire la palla;
- non fa rimbalzare la palla in territorio buono prima di toccare le recinzioni o di superarle;
- non da alla palla colpita abbastanza slancio per raggiungere la recinzione del campo esterno (cioè il confine del territorio valido che si trova oltre il campo interno) dopo il suo primo rimbalzo, a meno che non venga toccata da un difensore;
- non rispetta l'ordine di battuta e batte al posto di un compagno di squadra.

Un corridore viene eliminato se:
- lascia la base prima che il battitore colpisca la palla;
- sorpassa un compagno di squadra nell'atto di correre sulle basi;
- viene toccato con la palla in mano mentre si trova con altri corridori sulla stessa base in una situazione di non forzatura. Il corridore più arretrato nell'ordine di battuta verrà dichiarato "out";
- si tuffa o scivola nel tentativo di raggiungere una base.

Nota: se si verifica un'azione in cui il battitore non riesce a colpire legalmente la palla, l'azione viene annullata. Vale a dire che tutti i corridori che sono usciti o sono avanzati sulle basi durante l'azione, tornano alle loro basi come se l'azione non fosse mai avvenuta e il battitore viene eliminato.

#### Situazione con 2 out e basi cariche
In una situazione con basi cariche e due out (dopo l'eliminazione di due giocatori offensivi), se il corridore in terza base deve essere il battitore successivo nell'ordine di battuta, i corridori in prima e seconda base avanzano di una base ciascuno. Il corridore in terza base va a battere e un sostituto corridore viene posizionato in prima base. Nelle squadre composte da soli cinque giocatori, il primo giocatore "eliminato" in quell'inning diventa sostituto corridore sulla base di colui che è tenuto a battere. L'ordine di battuta e l'equilibrio di genere (nelle competizioni miste) dovranno essere sempre rispettati.

### Difesa

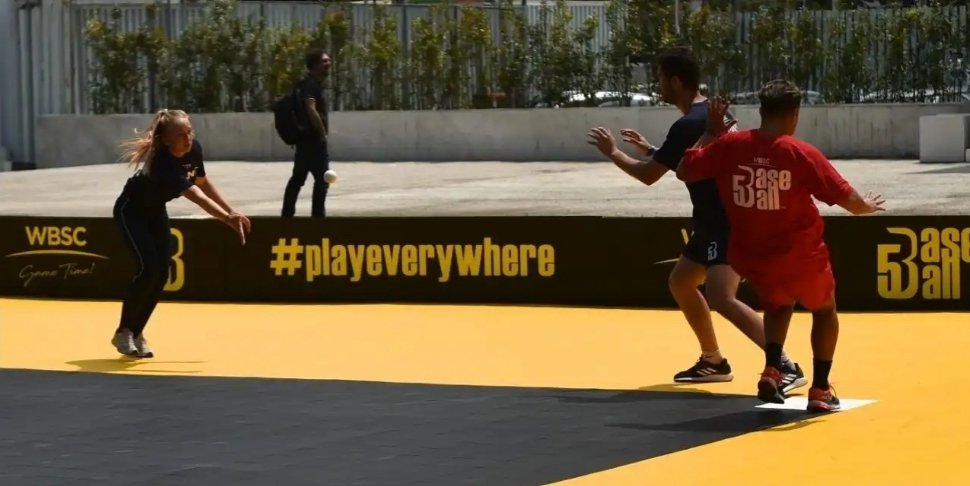
Una partita di Baseball5 a Roma, con la squadra francese che tenta di eliminare un corridore cubano (maggio 2018)

I cinque giocatori (prima base, seconda base, centrocampista, interbase e terza base, da destra a sinistra) della squadra difensiva devono essere tutti in territorio valido quando il battitore colpisce la palla.

#### Metodi di eliminazione
La difesa realizza un "out" (ovvero elimina i giocatori offensivi):
- toccando la base (mentre si è in possesso della palla) verso la quale un corridore è "costretto" a correre. Il battitore è sempre costretto a correre verso la prima base e qualsiasi corridore deve correre verso la base successiva se si trova su una base verso cui un compagno di squadra è costretto a correre;
- catturando la palla colpita prima che tocchi terra (ciò elimina il battitore);
- Se si verifica una presa che fa uscire il battitore, tutti i corridori devono tornare o rimanere sulle basi in cui si trovavano prima della presa e solo allora possono continuare ad avanzare sulle basi; in caso contrario, un difensore in possesso della palla può toccare la base da cui è partito il corridore per eliminarlo;
- toccando, con la palla in mano, un corridore quando non è su una base.

#### Palla "morta"
Dopo una battuta valida, se la palla esce dal campo e non può essere giocata, il gioco si ferma.
Se la palla esce dal campo a causa di un errore difensivo (lancio sbagliato o presa sbagliata di una palla lanciata), a ciascun corridore viene assegnata una base extra (ad esempio il battitore va in seconda base e tutti gli altri corridori avanzano di 2 basi). Non viene assegnata alcuna base extra per una palla che esce dal campo per qualsiasi altro motivo; è previsto solo l'avanzamento alla base successiva nel caso la palla esca senza l'intervento di un difensore o di un suo errore.

### Fine del gioco
La partita termina alla fine del quinto inning se una squadra ha segnato più punti dell'avversaria. Se la squadra di casa è in vantaggio dopo che la squadra ospite ha completato il suo quinto inning offensivo, la partita è finita e la squadra di casa vince.
In alcuni tornei è prevista la disputa di una serie di 3 partite per determinare la squadra vincitrice dell'incontro.

#### Tie-Break
In caso di parità, le squadre giocheranno e completeranno gli inning supplementari finché una squadra non segna più punti dell'avversaria. Nel sesto inning, il giocatore che dovrebbe battere per quinto (vale a dire il giocatore che ha battuto per ultimo nel quinto inning e il cui nome precede il primo battitore del sesto inning) viene piazzato in prima base come corridore per iniziare l'inning. Nel settimo inning, i giocatori programmati per battere la quinta e la quarta base vengono piazzati rispettivamente in prima e seconda base, e così via con tre corridori che iniziano gli inning successivi fino alla fine della partita.
Una partita è finita se una squadra è in vantaggio di 15 punti alla fine del terzo inning o di 10 punti alla fine del quarto inning.

## Governo
A livello internazionale, il B5 è amministrato dalla World Baseball Softball Confederation (WBSC).  All'interno di ogni paese, è amministrato dall'organismo nazionale di governo del baseball e/o del softball. Si applicano delle eccezioni per alcuni paesi, come il Giappone, dove è stato istituito un organo di governo specifico per gestire il B5.